# Treviglio
Treviglio – miejscowość i gmina we Włoszech, w regionie Lombardia, w prowincji Bergamo.
Według danych na styczeń 2009 gminę zamieszkiwało 28 769 osób przy gęstości zaludnienia 912,1 os./1 km².
W miejscowości znajduje się stacja kolejowa Treviglio oraz przystanek kolejowy Treviglio Ovest.
W mieście zlokalizowane jest sanktuarium Matki Boskiej Płaczącej w Treviglio

## Miasta partnerskie
- Lauingen (Donau)
- Romsey